# Mis in g mineur
Mis in g mineur is een compositie van Ralph Vaughan Williams. Hij schreef als atheïst en agnost een werk dat toch zeer nauw gerelateerd is aan de Rooms-Katholieke Kerk. Hij schreef de mis in 1921 en 1922 en keerde voor wat betreft muziek/genre terug naar het Engeland uit de renaissance. Het moest aansluiten bij werken van Thomas Tallis en William Byrd. Het werk is opgedragen aan collega-componist Gustav Holst en het Whitsuntide Singers-koor. De eerste uitvoering kwam echter op naam van het City of Birmingham Choir op 6 december 1922 in Birmingham. Vaughan Williams wilde de mis laten uitvoeren in een liturgische setting, maar kreeg bij de première een concertuitvoering. De eerste liturgische uitvoering vond plaats onder leiding van Richard Runciman Terry in Kathedraal van Westminster.
De Mis in g mineur is geschreven voor solisten (sopraan, (alt, (tenor, (bassen) en een dubbel gemengd koor (sopranen, alten, tenoren, bassen). Eventueel kan een orgelpartij als ondersteuning ingezet worden (ad lib). Het werk is talloze keren opgenomen.
Delen:
1. Kyrie
2. Gloria in excelsis
3. Credo
4. Sanctus Osanna I - Benedictus - Osanna II
5. Agnus Dei